# Comissió Delors I
La Comissió Delors I és la Comissió Europea presidida pel polític francès Jacques Delors, que inicià el seu mandat el 6 de gener de 1985 i el va finalitzar el 5 de gener de 1989. Delors va ser elegit per a substituir a Gaston Thorn.

## Elecció i presa de possessió

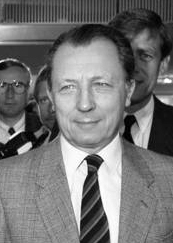
El president Jacques Delors el 1988.

En el període previ a la designació de la Comissió Europea, els governs de França i Alemanya havien arribat a un acord polític per nomenar president de la Comissió a Claude Cheysson, un dels dos comissaris europeus indicats per França. El govern britànic encapçalat per Margaret Thatcher, tanmateix, va plantejar un vet contra Cheysson, per la qual cosa va ser nominat a la presidència Jacques Delors, l'altre comissari europeu indicat pel govern francès. El Parlament Europeu va votar a favor de la seva presa de possessió amb 206 vots a favor, 34 en contra i 37 abstencions.
Delors va assumir les seves funcions en ple esclafit de l'Euroesclerosi, terme acunyat per descriure la situació d'alt atur i lenta creació d'ocupació malgrat el creixement econòmic. L'anterior Comissió havia estat incapaç d'exercir significativament la seva autoritat davant els vetos britànics sobre projectes europeus, per tal de forçar un acord sobre el pressupost de la Comunitat. Delors havia estat un dels arquitectes dels acords del Consell Europeu de Fontainebleau el juny de 1984, que garantia les peticions britàniques, i preveia que l'arranjament de la qüestió pressupostària hauria d'impulsar una nova era d'integració europea.
Poc després de la seva arribada a Brussel·les, va visitar els diferents estats membres, amb tres línies de treball: continuació lògica del Sistema Monetari Europeu, proposant l'arribada d'una moneda comuna; política de defensa comuna, enmig de la Guerra Freda entre els Estats Units i l'URSS; i una reforma institucional per a guanyar democràcia i eficàcia als processos. Va trobar les mateixes queixes sobre el fet que Europa estava reaccionant massa lentament a les diverses qüestions, però va trobar acords en el mercat únic, amb la seva importància comercial i cultural.

## Línies de treball
Les accions desenvolupades per la Comissió Delors van ser preses principalment del Llibre Blanc sobre el mercat interior, que es va publicar el 1985, i que va identificar 279 mesures legislatives necessàries per completar el mercat interior i es fixava un calendari detallat per a la seva aplicació. Les activitats de la Comunitat Econòmica Europea del període successiu van girar bàsicament al voltant de l'Acta Única Europea signada al febrer de 1986, que contenia una sèrie de mesure] que reforçaven i aprofundien amb la integració europea, obrint el camí perquè es van produir més canvis en la dècada dels noranta.
L'Acta va introduir una sèrie d'innovacions importants en diverses àrees, incloent la seva integració institucional i política. En particular, es va enfortir el Parlament Europeu, especialment amb la introducció del «procediment de cooperació» entre el Parlament i el Consell. Tanmateix, l'Acta Única no preveia cap sentit federalista en el camí de la integració, confirmant la preferència pel mètode funcional. Va ser important perquè contenia la major part de les mesures necessàries per a l'establiment del mercat únic europeu, per posar-ho en marxa per la Comissió. Es va accelerar l'harmonització fiscal i es va establir una comissió per estudiar la unió monetària, presidida per Jacques Delors.
Això va ser criticat pels federalistes perquè, segons ells, no va anar prou lluny, sent també objecte de crítiques d'Altiero Spinelli al Parlament Europeu, però Delors va defensar el seu propòsit afirmant que "tots som esclaus de les circumstàncies". Per tal d'establir el mercat únic, Delors havia de dominar el sistema polític de la Comunitat Europea: amb tots els membres capaços de bloquejar una proposta al Consell de les Comunitats Europees, Delors va convèncer els líders dels partits d'introduir el vot majoritari qualificat perquè el procediment ja no pogués conèixer un resultat similar al que havia experimentat amb la qüestió pressupostària.
També es van institucionalitzar una sèrie de polítiques comunitàries que romanien fins a aquell moment informals, com ara la política regional, la política ambiental i la política de recerca. Es van reformar algunes parts de la política fiscal i la política agrícola comuna i va ser reconegut oficialment el Fons de Desenvolupament Regional Europeu.

## Principals esdeveniments
- 1985: sortida de Groenlàndia de la Comunitat Europea.
- 1986: incorporació d'Espanya i Portugal a les Comunitats Europees, signatura de l'Acta Única Europea i adopció de la bandera europea.
- 1987: Turquia sol·licita l'adhesió a les Comunitats Europees i es compleixen 30 anys de la signatura dels tractats que estableixen la Comunitat Econòmica Europea.
- 1988: Delors demana un informe sobre la Unió Econòmica i Monetària, que es coneixeria com a Informe Delors.

## Col·legi de Comissaris
La Comissió Delors I va comptar amb 14 comissaris fins al 4 de gener de 1986 i amb 17 a partir d'aquella data, un per cada país de les Comunitats Europees, amb l'excepció de França, Regne Unit, Itàlia, Alemanya i Espanya, que en tenien dos. Va augmentar en tres comissaris sobre la Comissió Thorn, per l'entrada d'Espanya i Portugal. Igual que en l'anterior Comissió Europea, tots els comissaris designats pels estats eren homes.
Els partits agrupats a la Confederació dels Partits Socialistes de la Comunitat Europea van tenir 8 representants enfront dels 5 representants del Partit Popular Europeu, fins al setembre de 1987, quan va renunciar el socialista alemany Alois Pfeiffer i va ser substituït pel popular Peter Schmidhuber. La Federació de Partits Liberals i Demòcrates a Europa va tenir 3 representants durant tota la legislatura. A més, sense partit europeu, hi havia el representant del Partit Conservador del Regne Unit i el d'Aliança Popular d'Espanya.
| Comissió Delors I |                                                      |                                                                                     |          |                                                  |                                                                                      |          |                                                   |                                                                                       |
|                   |                                                      |                                                                                     |          |                                                  |                                                                                      |          |                                                   |                                                                                       |
|                   |                                                      |                                                                                     |          |                                                  |                                                                                      |          |                                                   |                                                                                       |
|                   |                                                      |                                                                                     |          |                                                  |                                                                                      |          |                                                   |                                                                                       |
| Designat          | Designat                                             | Cartera                                                                             | Designat | Designat                                         | Cartera                                                                              | Designat | Designat                                          | Cartera                                                                               |
|                   | · Jacques Delors · França · (UPSCE - PS)             | President                                                                           |          | · Frans Andriessen · Països Baixos · (PPE - CDA) | Vicepresident — Agricultura i Boscos                                                 |          | · Henning Christophersen · Dinamarca · (LDRE - V) | Vicepresident — Pressupostos i Afers administratius                                   |
| [ 6 ]             | · Jacques Delors · França · (UPSCE - PS)             | [ 6 ]                                                                               | [ 6 ]    | · Frans Andriessen · Països Baixos · (PPE - CDA) |                                                                                      |          | · Henning Christophersen · Dinamarca · (LDRE - V) |                                                                                       |
|                   | · Francis Cockfield · Regne Unit · (CON)             | Vicepresident — Mercat Interior, Unió Duanera, Fiscalitat i Institucions Financeres |          | · Manuel Marín · Espanya · (UPSCE - PSOE)        | Vicepresident — Afers Socials, Ocupació, Educació i Formació                         |          | · Karl-Heinz Narjes · RFA · (PPE - CDU)           | Vicepresident — Indústria, Tecnologies de la Informació, Ciència i Recerca            |
| [ 6 ]             | · Francis Cockfield · Regne Unit · (CON)             | [ 6 ]                                                                               | [ 6 ]    | · Manuel Marín · Espanya · (UPSCE - PSOE)        |                                                                                      |          | · Karl-Heinz Narjes · RFA · (PPE - CDU)           |                                                                                       |
|                   | · Lorenzo Natali · Itàlia · (PPE - DCI)              | Vicepresident — Cooperació, Desenvolupament i Ampliació                             |          | · Claude Cheysson · França · (UPSCE - PS)        | Comissari — Política Mediterrània i Relacions Nord-Sud                               |          | · Willy De Clercq · Bèlgica · (LDRE - PVV)        | Comissari — Relacions Exteriors i Comerç                                              |
| [ 6 ]             | · Lorenzo Natali · Itàlia · (PPE - DCI)              | [ 6 ]                                                                               | [ 6 ]    | · Claude Cheysson · França · (UPSCE - PS)        |                                                                                      |          | · Willy De Clercq · Bèlgica · (LDRE - PVV)        |                                                                                       |
|                   | · Stanley Clinton-Davis · Regne Unit · (UPSCE - Lab) | Comissari — Medi Ambient, Seguretat Nuclear i Transport                             |          | · António Cardoso · Portugal · (LDRE - PSD)      | Comissari — Assumptes pesquers                                                       |          | · Abel Matutes · Espanya · (AP)                   | Comissari — Política de crèdit, Inversió, Enginyeria financera i Política de les PIME |
| [ 6 ]             | · Stanley Clinton-Davis · Regne Unit · (UPSCE - Lab) | [ 6 ]                                                                               | [ 6 ]    | · António Cardoso · Portugal · (LDRE - PSD)      |                                                                                      |          | · Abel Matutes · Espanya · (AP)                   |                                                                                       |
|                   | · Nicolas Mosar · Luxemburg · (PPE - CSV)            | Comissari — Energia i EUROATOM                                                      |          | · Peter Schmidhuber · RFA · (PPE - CSU)          | Comissari — Afers Econòmics i Estadística                                            |          | · Carlo Ripa di Meana · Itàlia · (UPSCE - PSI)    | Comissari — Reformes institucionals, Política d'Informació, Cultura i Turisme         |
| [ 6 ]             | · Nicolas Mosar · Luxemburg · (PPE - CSV)            | [ 6 ]                                                                               | [ 6 ]    | · Peter Schmidhuber · RFA · (PPE - CSU)          |                                                                                      |          | · Carlo Ripa di Meana · Itàlia · (UPSCE - PSI)    |                                                                                       |
|                   | · Peter Sutherland · Irlanda · (PPE - FG)            | Comissari — Competència                                                             |          | · Grigóris Várfis · Grècia · (UPSCE - PASOK)     | Comissari — Relacions amb el Parlament, Política Regional i Protecció del Consumidor |          |                                                   |                                                                                       |
| [ 6 ]             | · Peter Sutherland · Irlanda · (PPE - FG)            | [ 6 ]                                                                               |          | · Grigóris Várfis · Grècia · (UPSCE - PASOK)     |                                                                                      |          |                                                   |                                                                                       |

Canvis al Col·legi de Comissaris durant el mandat de la Comissió Delors I:
- L'1 d'agost de 1987 va renunciar el socialista Alois Pfeiffer a la cartera d'Afers Econòmics i Estadística i el 22 de setembre del mateix any va entrar el popular Peter Schmidhuber.